# Ray Blanchard
Ray Milton Blanchard (Hammonton, 9 de octubre de 1945) es un psicólogo y profesor estadounidense-canadiense, conocido por sus estudios teorías sobre pedofilia, la disforia de género y orientación sexual. Blanchard también ha publicado estudios de investigación sobre falometría y varias parafilias, incluida la asfixia autoerótica

## Formación y carrera profesional
Blanchard nació en Hammonton (Nueva Jersey). Se licenció en Psicología por la Universidad de Pensilvania en 1967 y se doctoró por la Universidad de Illinois en 1973. Realizó investigaciones postdoctorales en la Universidad de Dalhousie hasta 1976, cuando aceptó un puesto como psicólogo clínico en el Instituto Correccional de Ontario en Brampton, ubicado en un suburbio de Toronto. Allí conoció a Kurt Freund, que se convirtió en su mentor. Freund investigaba la castración química de delincuentes sexuales. En 1980 se incorporó al Instituto Clarke de Psiquiatría (ahora parte del Centro de Adicciones y Salud Mental). En 1995 Blanchard fue nombrado Jefe de los Servicios de Sexología Clínica del Programa de Derecho y Salud Mental del CAMH, donde trabajó hasta 2010. Es profesor adjunto de Psiquiatría en la Universidad de Toronto. Formó parte del Subcomité de Trastornos de Identidad de Género del DSM-IV de la Asociación Estadounidense de Psiquiatría y fue nombrado miembro del comité del DSM-5.
Blanchard fue miembro de la Asociación Profesional Mundial para la Salud Transgénero (WPATH), entonces llamada Asociación Internacional Harry Benjamin para la Disforia de Género (HBIGDA). Sin embargo, tras las críticas recibidas por el libro El hombre que sería reina, que se basaba en gran medida en el trabajo de Blanchard, éste abandonó la HBIGDA el 4 de noviembre de 2003.
En diciembre de 2003, el Southern Poverty Law Center informó de que Ray Blanchard y J. Michael Bailey estaban asociados con el Human Biodiversity Institute de Steve Sailer, un grupo de extrema derecha que consiste de científicos, académicos y otras personas asociadas con teorías raciales pseudocientíficas y neoeugenesia.
Según Google Scholar, los trabajos de Blanchard han sido citados más de 14.000 veces.
Blanchard cree en la teoría de la ROGD y advirtió ya en 2021 que, según él, existe una epidemia social que terminará provocando muchos arrepentimientos.

## Trabajo

#### Efecto del orden de nacimiento de los hermanos
Blanchard ha investigado los factores que influyen en el desarrollo de la orientación sexual, incluidos los biológicos. Ha propuesto una teoría conocida como efecto del orden de nacimiento de los hermanos o efecto del hermano mayor. Según esta teoría, cuantos más hermanos mayores tenga un hombre, mayor es la probabilidad de que tenga una orientación sexual homosexual. Sin embargo, el número de hermanas mayores no tiene ningún efecto. No ocurre lo mismo con las lesbianas: ni el número de hermanos mayores ni el de hermanas mayores parece estar relacionado con la orientación sexual de las mujeres. El efecto del orden de nacimiento fraterno ha sido descrito por uno de sus defensores como "el correlato biodemográfico más consistente de la orientación sexual en los hombres", ya que cada hermano mayor aumenta las probabilidades de que un hombre sea gay en un 33% aproximadamente.
Blanchard plantea la hipótesis de que el efecto del hermano mayor se debe a las interacciones entre el feto masculino y el sistema inmunitario de la madre: como ciertas proteínas (llamadas antígenos H-y) son producidas por los fetos masculinos y no por los femeninos, el sistema inmunitario de la madre sólo reacciona ante los fetos masculinos y es más probable que produzca una reacción con cada exposición sucesiva a un feto masculino.

#### Tipología del transexualismo
Blanchard acuñó el término "autoginofilia" para describir a las mujeres trans con un deseo erótico de "ser mujeres", y planteó la hipótesis de que toda la disforia de género experimentada por este grupo es de dos tipos: disforia de género "homosexual" y disforia de género "no homosexual". Blanchard definió la primera como presente en los transexuales atraídos por los hombres, mientras que definió la segunda como presente en los transexuales atraídos por la idea de sí mismos como mujeres. Dentro de la comunidad transexual se ha criticado esta idea. Los hallazgos e investigaciones de Blanchard han sido rechazados por la Asociación Mundial de Profesionales de la Salud Transexual (WPATH), la mayor asociación de profesionales médicos que atienden a personas transexuales, por carecer de pruebas empíricas.
Blanchard apoya la financiación pública de la cirugía de reasignación de sexo como tratamiento adecuado para las personas transexuales, pues cree que las pruebas disponibles apoyan que la cirugía les ayuda a vivir más cómodos y felices, con altos índices de satisfacción.
Blanchard definió la autoginofilia como "la tendencia parafílica de un hombre a excitarse sexualmente con el pensamiento o la imagen de sí mismo como mujer". Investigó esta teoría realizando una prueba en una muestra de 119 transexuales MtF que enviaron un cuestionario anónimo para comprobar si eran autoginofilos u homosexuales. Blanchard creía que no todos los transexuales encajaban en la categoría de "homosexual" y que algunos eran, en cambio, transexuales autoginofilos . Los participantes en la encuesta consideraban que no eran ni homosexuales ni transexuales autoginofilos y que no debían clasificarse en ninguno de los dos grupos. La mayoría consideraba que la atracción sexual por convertirse en mujer se debilitaba con la edad, pero otros informaron de que habían notado un cambio tras la transición física. Blanchard concluyó finalmente que los transexuales se excitaban sexualmente con los hombres, andrófilos, o con la idea de ser mujer, no andrófilos.
El número de mujeres abiertamente transexuales ha aumentado rápidamente en las últimas décadas. Cada vez son más las que se someten a operaciones y terapias hormonales. Creen que su identidad de género, definida como "la sensación interior de ser hombre o mujer, masculino o femenino", no se correspondía con el cuerpo en el que se encontraban. Según Blanchard, "los transexuales autoginofilos eran hombres que también sentían atracción sexual por las mujeres, pero cuyo interés sexual parafílico les hacía querer ir más allá y cambiar permanentemente su cuerpo para convertirse en el objeto de su atracción".
Según Julia Serano, la teoría de la autoginofilia de Blanchard es utilizada habitualmente por las feministas radicales transexcluyentes, o feministas "críticas con el género", para dar a entender que las mujeres trans son hombres sexualmente desviados. Según el Southern Poverty Law Center, la teoría de la autoginofilia de Blanchard ha sido promovida por grupos de odio anti-LGBT. Entre ellos se encuentran Consejo de Investigación Familiar (FRC), United Families International (UFI) y el Colegio Americano de Pediatras (ACPeds).
En diciembre de 2003, el Southern Poverty Law Center informó de que Ray Blanchard y J. Michael Bailey estaban asociados con el Human Biodiversity Institute de Steve Sailer, un grupo de extrema derecha que consiste de científicos, académicos y otras personas asociadas con teorías raciales pseudocientíficas y neoeugenesia.

## Opiniones sobre las personas transgénero
En una nota de octubre de 2018, el Southern Poverty Law Center informó de que Ray Blanchard y J. Michael Bailey habían escrito artículos para 4thWaveNow, descrito como un sitio web antitrans en dicha nota. Julia Serano ha señalado a 4thWaveNow como un sitio web "crítico con el género". Blanchard y Bailey han escrito en 4thWaveNow apoyando al concepto de "disforia de género de inicio rápido" (ROGD).
En una entrevista con Vice, Blanchard expresó la opinión de que las personas trans "deberían ser consideradas como cualquiera que sea su sexo biológico más el hecho de que son transexuales". En otra entrevista, Blanchard contrapone a los "transexuales" con las "personas normales".
En una entrevista con The National Review, Blanchard respaldó la opinión de que la disforia de género es un trastorno mental. En otra entrevista, Blanchard rechazó la idea de que tratar la disforia de género como un trastorno mental contribuya a estigmatizar a la comunidad trans. Y añadió: "Quiero decir, ¿cuánta gente que hace un chiste sobre transexuales consulta primero el DSM?".

## Controversia
En noviembre de 2018, un artículo publicado en The Daily Dot informaba de que Blanchard había respaldado opiniones sobre la transición de las mujeres trans siendo influenciada por el anime. El artículo también hacía referencia a otras polémicas declaraciones de Blanchard en las que relacionaba el crecimiento de la comunidad trans con un supuesto declive de las subculturas gótica y emo, y comparaba la transición con la posesión demoníaca.